# NGC 3811
NGC 3811 (другие обозначения — UGC 6650, MCG 8-21-91, MK 185, ZWG 242.74, IRAS11386+4758, PGC 36265) — спиральная галактика в созвездии Большая Медведица.
Этот объект входит в число перечисленных в оригинальной редакции «Нового общего каталога».
В галактике наблюдается повышенное ультрафиолетовое излучение, и потому её относят к галактикам Маркаряна.
В галактике вспыхнула сверхновая SN 1971K. Её пиковая видимая звёздная величина составила 16,1
В галактике вспыхнула сверхновая SN 1969C . Её пиковая видимая звёздная величина составила 13,8.